# Trenč
Trenč és un poble i municipi d'Eslovàquia. Es troba a la regió de Banská Bystrica.

## Història
La primera menció escrita de la vila es remunta al 1327.

## Demografia
| Godina             | 1994 | 2004    | 2014    | 2024    |
| ------------------ | ---- | ------- | ------- | ------- |
| Nombre de persones | 291  | 389     | 473     | 538     |
| Diferència         |      | +33,67% | +21,59% | +13,74% |

| Godina             | 2023 | 2024   |
| ------------------ | ---- | ------ |
| Nombre de persones | 540  | 538    |
| Diferència         |      | −0,37% |